# Elisa Cegani
Elisa Cegani (Torino, 10 giugno 1911 – Roma, 23 febbraio 1996) è stata un'attrice italiana.

## Biografia
Accreditata ad inizio carriera anche con lo pseudonimo di Elisa Sandri, fu una delle più rappresentative attrici del cinema italiano degli anni trenta e quaranta. Esordì al cinema in Aldebaran (1935), diretta da Alessandro Blasetti, a cui resterà per sempre legata, anche sentimentalmente, oltre che partecipare a quasi tutti i suoi film e opere televisive, sino alla miniserie Rai Racconti di fantascienza (1979). Nel dopoguerra, nonostante alcuni ruoli di rilievo come in Eleonora Duse (1947), la sua attività si limitò a film meno importanti o a partecipazioni secondarie.
Viene richiamata da grandi autori verso la fine degli anni sessanta, partecipando al film Il clan dei siciliani (1969), mentre nel film Al di là del bene e del male (1977) di Liliana Cavani interpretò la madre di Nietzsche. Fu anche attrice di teatro e per la televisione, per cui interpretò fra l'altro lo sceneggiato televisivo Luisa Sanfelice (1966), diretto da Leonardo Cortese. Morì al policlinico Agostino Gemelli di Roma nel 1996: è sepolta nel cimitero di Mondovì.

## Filmografia

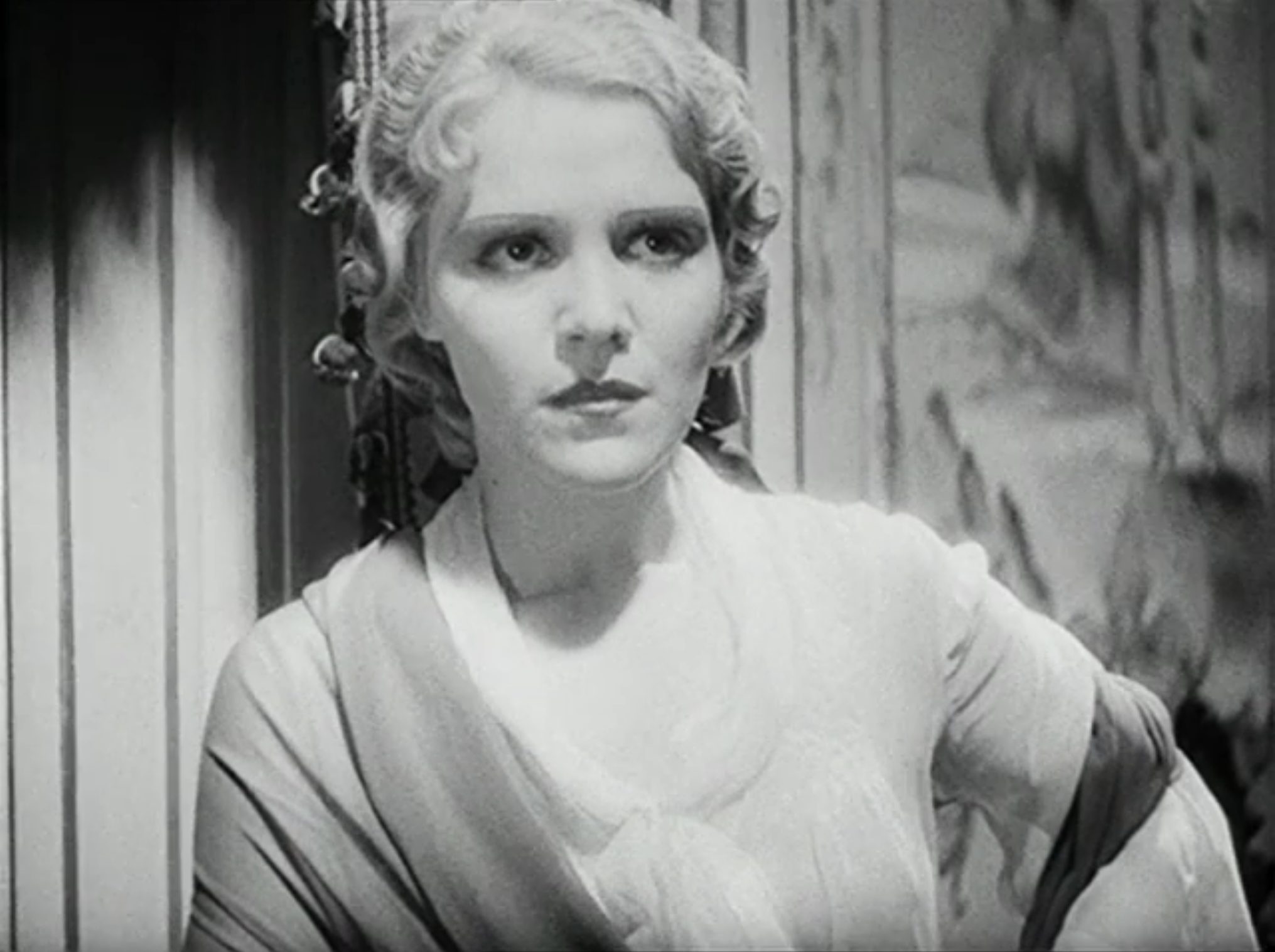
Elisa Cegani in Cavalleria di Goffredo Alessandrini (1936)

Elisa Cegani ne La corona di ferro di Alessandro Blasetti (1941)

- Aldebaran, regia di Alessandro Blasetti (1935), accreditata come Elisa Sandri
- Ma non è una cosa seria, regia di Mario Camerini (1936)
- Cavalleria, regia di Goffredo Alessandrini (1936)
- Contessa di Parma, regia di Alessandro Blasetti (1937)
- Ettore Fieramosca, regia di Alessandro Blasetti (1938)
- Napoli d'altri tempi, regia di Amleto Palermi (1938)
- Retroscena, regia di Alessandro Blasetti (1939)
- La corona di ferro, regia di Alessandro Blasetti (1941)
- La cena delle beffe, regia di Alessandro Blasetti (1942)
- Gioco pericoloso, regia di Nunzio Malasomma (1942)
- Nessuno torna indietro, regia di Alessandro Blasetti (1943)
- Harlem, regia di Carmine Gallone (1943)
- Gente dell'aria, regia di Esodo Pratelli (1943)
- Non fare falsa testimonianza, episodio de I dieci comandamenti, regia di Giorgio Walter Chili (1945)
- Un giorno nella vita, regia di Alessandro Blasetti (1946)
- Eleonora Duse, regia di Filippo Walter Ratti (1947)
- Fabiola, regia di Alessandro Blasetti (1949)
- L'amante di una notte (Le chateau de verre), regia di René Clément (1950)
- Altri tempi, epis. La morsa, regia di Alessandro Blasetti (1952)
- Fanciulle di lusso, regia di Bernard Vorhaus (1952)
- Prigioniera della torre di fuoco, regia di Giorgio Walter Chili (1952)
- La fiammata, regia di Alessandro Blasetti (1952)
- La nemica, regia di Giorgio Bianchi (1952)
- Canzone appassionata, regia di Giorgio Simonelli (1953)
- Amarti è il mio peccato (Suor Celeste), regia di Sergio Grieco (1953)
- Casa Ricordi, regia di Carmine Gallone (1954)
- Il vetturale del Moncenisio, regia di Guido Brignone (1954)
- Tempi nostri - Zibaldone n. 2, regia di Alessandro Blasetti (1954)
- Graziella, regia di Giorgio Bianchi (1954)
- Una donna libera, regia di Vittorio Cottafavi (1954)
- Disonorata (senza colpa), regia di Giorgio Walter Chili (1954)
- Nel gorgo del peccato, regia di Vittorio Cottafavi (1954)
- Nanà, regia di Christian-Jaque (1955)
- La fortuna di essere donna, regia di Alessandro Blasetti (1956)
- Al servizio dell'imperatore, regia di Caro Canaille (1956)
- La donna del giorno, regia di Citto Maselli (1956)
- Amore e chiacchiere, regia di Alessandro Blasetti (1957)
- Ciao, ciao bambina! (Piove), regia di Sergio Grieco (1959)
- Costantino il Grande, regia di Lionello De Felice (1960)
- Il giudizio universale, regia di Vittorio De Sica (1961)
- La monaca di Monza, regia di Carmine Gallone (1962)
- Giallo a Firenze (Escapade in Florence), di Steve Previn (1962)
- Cronache di un convento (The Reluctant Saint) regia di Edward Dmytryk (1962)
- Perseo l'invincibile, regia di Alberto De Martino (1963)
- Giacobbe ed Esaù, regia di Mario Landi (1963)
- Liolà, regia di Alessandro Blasetti (1963)
- Saul e David, regia di Marcello Baldi (1965)
- Io, io, io... e gli altri, regia di Alessandro Blasetti (1965)
- Un killer per Sua Maestà, regia di Federico Chentrens (1967)
- Simon Bolivar (Simón Bolívar), regia di Alessandro Blasetti (1969)
- Il clan dei siciliani (Le clan des Siciliens), regia di Henri Verneuil (1969)
- La rosa rossa, regia di Franco Giraldi (1973)
- Languidi baci... perfide carezze, regia di Alfredo Angeli (1976)
- Al di là del bene e del male, regia di Liliana Cavani (1977)
- Domani si balla!, regia di Maurizio Nichetti (1982)

## Doppiatrici
- Andreina Pagnani ne La nemica, Graziella
- Lydia Simoneschi in Fanciulle di lusso, Amarti è il mio peccato (Suor Celeste)
- Rina Morelli in Nel gorgo del peccato
- Clara Bindi in Il giudizio universale
- Alba Cardilli in Giallo a Firenze (doppiaggio tardivo)

## Prosa televisiva Rai
- Le avventure di Nicola Nickleby, regia di Daniele D'Anza - sceneggiato televisivo in 6 puntate (1958)
- Un gentiluomo nell'imbarazzo, episodio di Aprite: polizia!, regia di Daniele D'Anza (1958)
- Non te li puoi portare appresso, commedia di George S. Kaufman e Moss Hart, regia di Silverio Blasi, trasmessa il 2 gennaio 1959.
- La pelle degli altri di Arthur Miller e Romildo Craveri, regia di Mario Landi, trasmessa il 20 novembre 1959.
- Le due orfanelle, regia di Guglielmo Morandi, trasmessa il 14 dicembre 1959.
- Tom Jones, sceneggiato televisivo, regia di Eros Macchi, trasmesso dal 29 maggio al 3 luglio 1960.
- Vita col padre e con la madre - film TV, regia di Daniele D'Anza (1960)
- Harvey, commedia di Mary Chase, regia di Gilberto Tofano, trasmessa il 23 aprile 1962.
- Tutto, commedia di Gino Rocca, regia di Giuseppe Di Martino, trasmessa il 25 settembre 1963.
- David Copperfield - sceneggiato televisivo, regia di Anton Giulio Majano, trasmesso nel 1965.
- Anna Karenina - sceneggiato televisivo, regia di Sandro Bolchi, trasmesso nel 1974.
- Il balordo - sceneggiato televisivo, regia di Pino Passalacqua, trasmesso nel 1978.
- Racconti di fantascienza - sceneggiato televisivo, regia di Alessandro Blasetti, trasmesso nel 1979.
- L'ospite inatteso - film TV, regia di Daniele D'Anza, trasmesso nel 1980.
- L'esclusa - miniserie TV, regia di Piero Schivazappa (1980)

## Prosa radiofonica
- Da giovedì a giovedì, commedia di Aldo De Benedetti, con Aroldo Tieri, Elisa Cegani, regia di Guglielmo Morandi (1959)